# Rip Van Winkle
Rip Van Winkle ist eine Erzählung des amerikanischen Schriftstellers Washington Irving (1783–1859), die erstmals 1819 im Rahmen seines Sketch Book erschien. Neben The Legend of Sleepy Hollow (dt. Die Sage von der schläfrigen Schlucht) aus demselben Band gilt sie als erste Kurzgeschichte der amerikanischen Literatur und ist bis heute eine der bekanntesten. Angelehnt an die deutsche Sage Der Ziegenhirt, erzählt sie die Geschichte des Bauern Rip Van Winkle, der zur englischen Kolonialzeit in den Bergen New Yorks in einen Zauberschlaf fällt, erst nach zwanzig Jahren wieder aufwacht und feststellt, dass er nun nicht mehr Untertan des englischen Königs, sondern Bürger der Vereinigten Staaten ist.

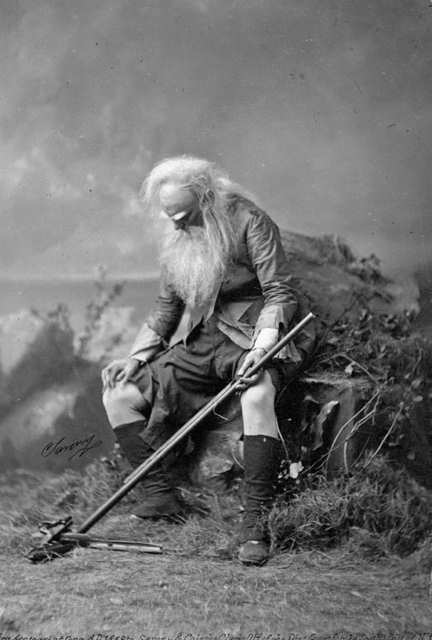
Der Schauspieler Joseph Jefferson als Rip Van Winkle in einer Bühnenadaption (1869), Fotografie von Napoleon Sarony

## Inhalt
Der Anfang der Geschichte spielt in der englischen Kolonialzeit des heutigen amerikanischen Bundesstaats New York. In einem idyllischen Dorf niederländischer Siedler zwischen dem Hudson River und den „Kaatskill“-Bergen führt der Bauer Rip Van Winkle ein beschauliches Leben und ist als einfacher und gutmütiger Mann bei Frauen, Kindern und Hunden gleichermaßen beliebt. Da er aber eine „unüberwindliche Abneigung gegen alle Arten von erklecklicher Arbeit“ hat, muss er häufig den Zorn seines missmutigen Weibes (nur „Dame Van Winkle“ genannt) erdulden und nutzt jede Gelegenheit, den Unannehmlichkeiten des Ehelebens und der Häuslichkeit zu entrinnen und in Begleitung seines Hundes durch die Wälder zu streifen, um zu angeln oder zu jagen. Auf einem dieser Streifzüge durch die Kaatskills vernimmt er, mitten im Wald, plötzlich seinen Namen und sieht eine menschliche Gestalt, gekleidet in altmodischer niederländischer Tracht und ein Fass Schnaps auf der Schulter tragend. Wortlos folgt er der Erscheinung durch eine Schlucht zu einer Senke, wo sich zu seinem großen Erstaunen eine ganze Gesellschaft ähnlich seltsamer Gestalten – die Szene erinnert Rip an ein altes flämisches Gemälde – zum Kegelspiel zusammengefunden hat. Kein Wort wird gewechselt, allein das Poltern der Kugeln stört die Stille. Wortlos wird Rip geheißen, den Spielern aus dem Fass auszuschenken, aus dem er schließlich selbst kostet und in einen tiefen Schlaf fällt.

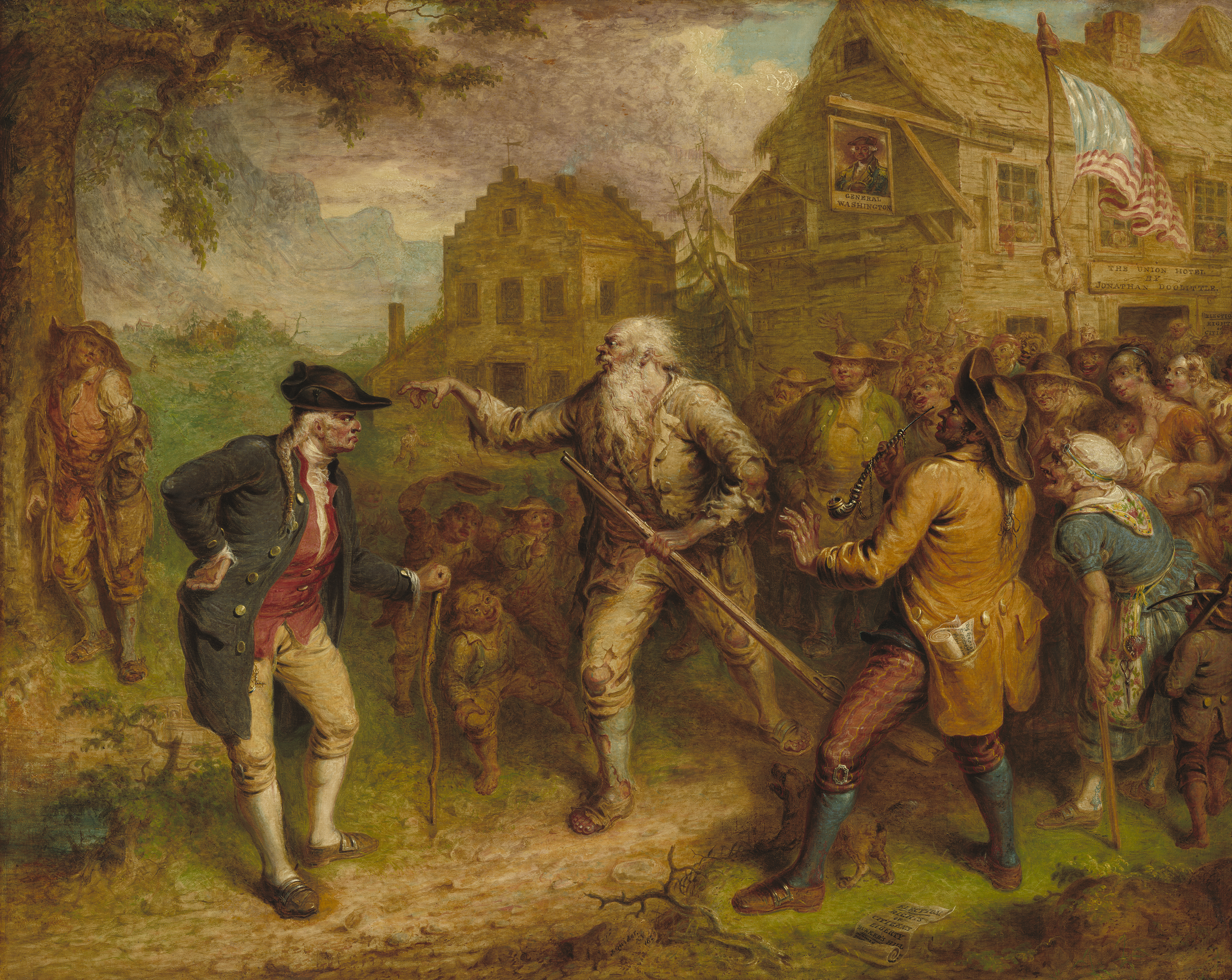
Die Rückkehr des Rip Van Winkle
Gemälde von John Quidor, 1849. National Gallery of Art, Washington D. C.

Als er aufwacht, ist die geisterhafte Gesellschaft verschwunden, ebenso sein Hund; statt seines Gewehrs findet Rip nur eine vermoderte Flinte, außerdem stellt er zu seiner Überraschung fest, dass sein Bart scheinbar über Nacht einen Fuß gewachsen ist. Als er in sein Dorf zurückkehrt, erkennt er es kaum wieder – überall sind neue Häuser entstanden, sein eigenes Haus ist verfallen und verlassen, und auch alle Bewohner (und Hunde) scheinen ihm unbekannt und begegnen ihm mit Misstrauen. Rips geliebtes Wirtshaus ist dem Union Hotel gewichen, und dort hängt zwar – so scheint es ihm – immer noch das vertraute Porträt des englischen Königs, doch ist es nun mit dem Schriftzug General Washington versehen. Davor eifert ein Redner über „Wahlen“, „Bürger“, den „Kongress“, die „Helden von ’76“ und ähnliche, für Rip völlig unverständliche Dinge. Als er von der neugierigen Menge zur Rede gestellt wird, erklärt der in Bedrängnis geratene Rip, er sei ein „armer, ruhiger Mann, ein Einwohner des Dorfes und ein treuer Untertan des Königs, Gott segne ihn!“ und wird daraufhin beschuldigt, ein Verräter und Spion zu sein.
Erst als ihn eine alte Frau erkennt, löst sich das Rätsel: Rip hat nicht eine Nacht, sondern zwanzig Jahre geschlafen. In der Zwischenzeit ist seine Frau verstorben (die einzige tröstliche Nachricht für ihn), seine Kinder sind erwachsen geworden, und vor allem hat er die amerikanische Revolution und den Unabhängigkeitskrieg verschlafen. Der älteste Dorfbewohner erklärt, dass es sich bei den wunderhaften Gestalten, die Rip dereinst im Wald angetroffen habe, um niemand geringeres als Henry Hudson und seine holländische Mannschaft gehandelt haben müsse; alle zwanzig Jahre halte Hudson in den Bergen Einkehr, um den Fortschritt des nach ihm benannten Tals in Augenschein zu nehmen. Rip Van Winkle kommt indes im Haushalt seiner Tochter unter und verbringt, befreit vom „Joch der Ehe“, einen angenehmen Lebensabend. Seine Geschichte erzählt er allen Kindern und Reisenden so oft, bis sie schließlich landein, landaus bekannt ist; und obwohl, so der Erzähler, einige böse Stimmen behaupten, er sei nicht recht bei Verstand gewesen, so zweifelten doch mindestens die niederländischen Siedler nie an ihrer Wahrheit.

## Werkzusammenhang

### Entstehung

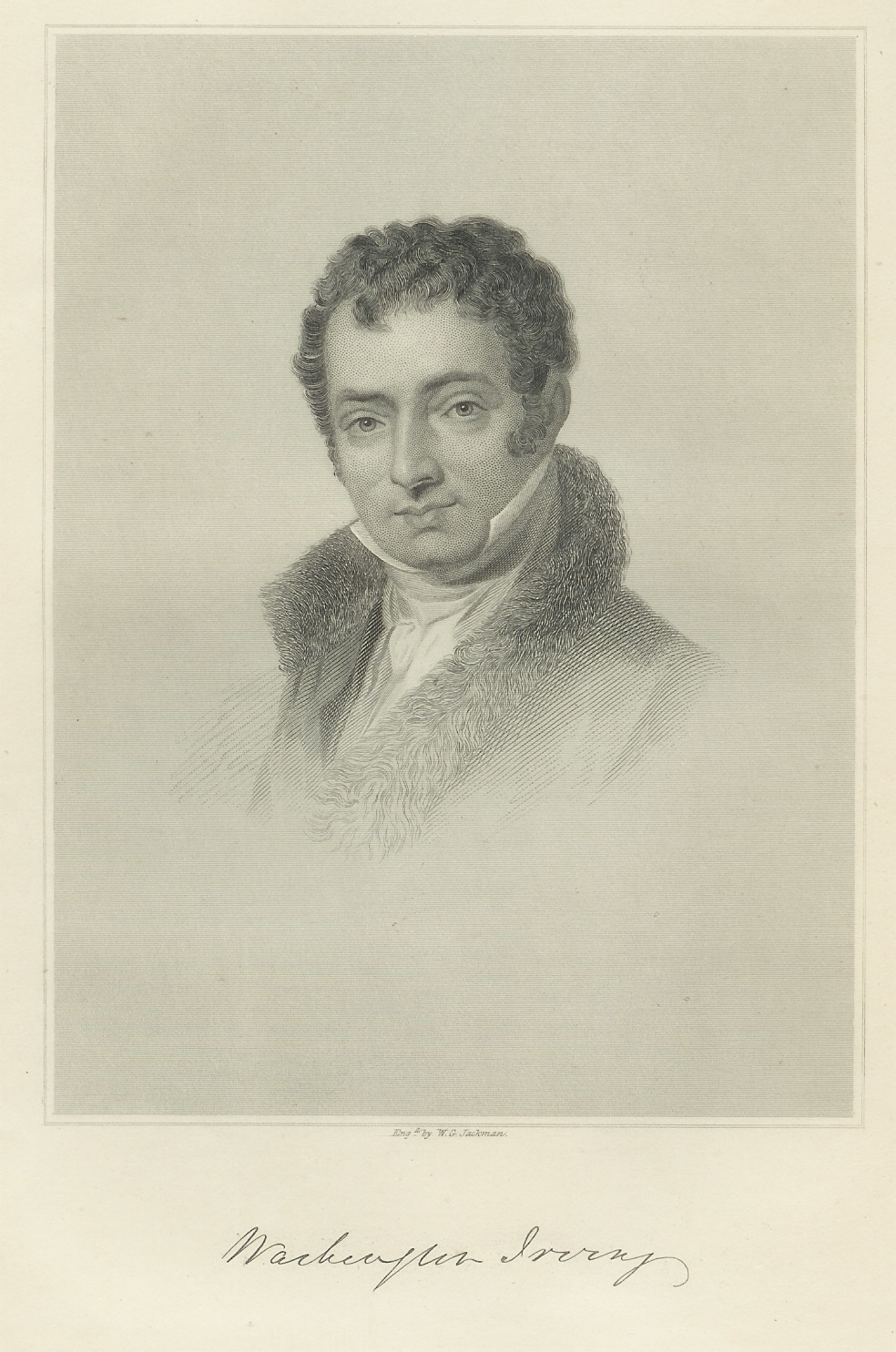
Washington Irving um 1820.
Stich nach einem Gemälde von Gilbert Stuart Newton

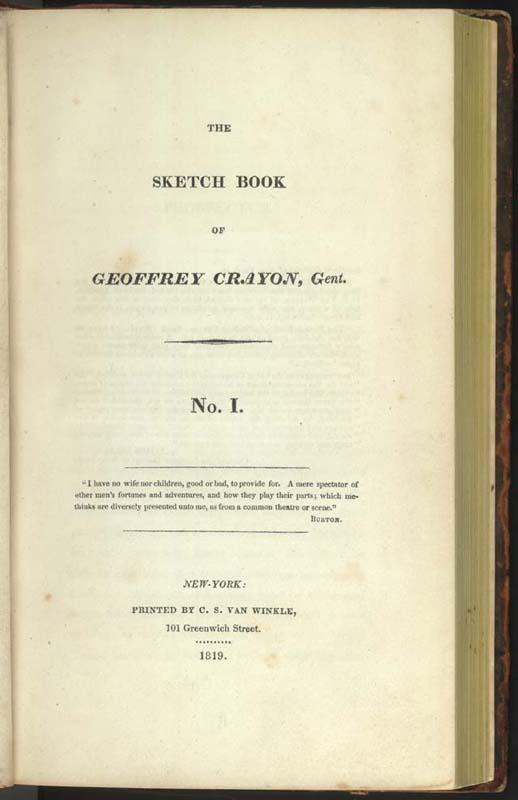
Titelseite der 1819 in New York erschienenen ersten Nummer des Sketch Book.
Die Namensgleichheit des Druckers C. S. Van Winkle mit dem Protagonisten von Irvings Erzählung ist zufällig.

Rip Van Winkle ist Teil des „Skizzenbuchs“ (The Sketch Book of Geoffrey Crayon, Gent.), das Irving 1818/19 in England verfasste. 1815 war er nach Liverpool gekommen, um seinem Bruder bei der Leitung der englischen Filiale des irvingschen Familienunternehmens zur Hand zu gehen, doch konnte er den Niedergang und schließlich den Bankrott des Unternehmens im Jahr 1818 nicht abwenden. Nach diesen ernüchternden Jahren sah sich Irving in einem fremden Land auf sich selbst gestellt, verfiel in Depressionen und fasste schließlich den Entschluss, die Literatur zum Beruf zu machen. Rip Van Winkle entstand einer Familienanekdote zufolge im Juni 1818, als Irving bei seiner Schwester Sarah Van Wart in Birmingham weilte. Mit seinem Schwager Henry Van Wart schwelgte er eines Abends in Erinnerungen an glückliche Jugendtage in der ländlichen Idylle des Hudson-Tals. Plötzlich sei er aufgesprungen, habe sich in sein Zimmer begeben und bis zum Morgengrauen geschrieben, um dann, das Manuskript in Händen haltend, frohen Mutes am Frühstückstisch zu erscheinen und seinen Gastgebern die Geschichte vorzulesen.
Die Texte des Skizzenbuchs erschienen in Amerika zunächst über einen Zeitraum von rund anderthalb Jahren in sieben Einzelheften, in Buchform erstmals 1820 in zwei Bänden in England. Rip van Winkle erschien als vierte und letzte „Skizze“ des ersten amerikanischen Hefts (als fünfte, wenn man die vorangestellte Vorstellung des Autors hinzuzählt) vom Mai 1819. Sie war die erste, deren Schauplatz nicht Europa, sondern Irvings Heimat New York ist. Rip Van Winkle kann so als Ehrerbietung gegenüber seinem New Yorker Publikum gelesen werden. Einen autobiografischen Zusammenhang legt der Umstand nahe, dass die Protagonisten der beiden vorangehenden Skizzen, The Wife und Roscoe, ebenso wie Rip Van Winkle von finanziellem Ruin und Verarmung bedroht sind – im Fall von Rip Van Winkle ist dabei augenfällig, dass dieser letztlich nicht nur dieser Notlage entrinnt, sondern am Ende der Geschichte auch als Geschichtenerzähler bekannt und geehrt wird.

### Erzählinstanzen
Die Geschichte ist in eine komplexe Herausgeberfiktion eingebettet: Irving veröffentlichte bis zu seiner Kolumbusbiografie 1828 stets unter verschiedenen Pseudonymen, auch wenn seine Autorschaft bekannt war. Erzähler und vorgeblicher Autor des Skizzenbuchs ist ein gewisser Geoffrey Crayon, ein amerikanischer Gent. (Gentleman) auf Reisen in Europa. Der Rip Van Winkle wird hingegen als in die Skizzen Crayons eingeflossenes Werk aus dem Nachlass des Historikers Diedrich Knickerbocker präsentiert. Diese Persona hatte Irving bereits 1807 als Erzähler seiner erschienenen satirischen History of New York (dt. Geschichte New Yorks vom Beginn der Welt bis zum Ende der holländischen Dynastie) vorgeschoben: Knickerbocker sei demnach eines Tages spurlos verschwunden, und sein Vermieter habe die in seinem Nachlass gefundenen Papiere veröffentlicht, um mit den Erlösen die Ausstände Knickerbockers zu begleichen. Im Skizzenbuch erscheint Rip Van Winkle eingerahmt von einer Vorrede, einem Appendix und einem Postskriptum des Erzählers Geoffrey Crayon – eine Parodie der Art von kritischem Apparat, wie ihn etwa Walter Scott oder die Brüder Grimm ihren Lieder- und Märchensammlungen beifügten. Crayon bürgt darin für die Verlässlichkeit seines Gewährsmanns Knickerbocker:
| | |
| „Its chief merit is its scrupulous accuracy, which indeed was a little questioned on its first appearance, but has since been completely established; and it is now admitted into all historical collections, as a book of unquestionable authority.“ | „Sein Hauptverdienst ist seine gewissenhafte Treue, die man in der That bei seinem ersten Erscheinen etwas bezweifeln wollte, die aber seitdem vollständig hergestellt worden ist; man hat es gegenwärtig in allen historischen Sammlungen als ein Werk von unverdächtiger Glaubwürdigkeit aufgenommen.“ |

Die Wahrhaftigkeit der Geschichte wird nochmals im Postskriptum unterstrichen, in dem eine beigefügte Bemerkung Knickerbockers zitiert wird. Knickerbocker behauptete darin, Rip Van Winkle nicht nur persönlich getroffen, sondern „sogar eine Beglaubigungsschrift über den Gegenstand gesehen“ zu haben, „die von einem Dorfrichter aufgenommen und mit einem Kreuz, in des Richters eigener Handschrift, unterzeichnet war. Die Geschichte ist also über jeden möglichen Zweifel erhaben.“ So wird die Geschichte durch gleich drei Erzähler – Geoffrey Crayon, Diedrich Knickerbocker, Rip Van Winkle – vermittelt und so ironisch gebrochen.

### Gattung
Besondere Bedeutung hat Rip Van Winkle für die Gattungstheorie: Ungeachtet der Tatsache, dass es fiktionale Kurzprosa auch vor Irving gab und eine Definition des Wesens der short story (Kurzgeschichte) – unterschieden etwa von der Anekdote, dem Märchen oder der Novelle – in der Literaturwissenschaft bis heute offen diskutiert wird, gilt Irving mit Rip Van Winkle als „Urtext“ gemeinhin als „Erfinder“ der Kurzgeschichte, einer Gattung, die anders als in der deutschen oder auch englischen besonders in der amerikanischen Literatur große Geltung erlangt hat. Während die anderen Skizzen des Skizzenbuch kaum narrativ und zumeist auch nicht fiktional angelegt sind und so eher dem Essay oder auch der Reiseliteratur nahestehen, bildet Rip Van Winkle eine in sich geschlossene Handlung ab, die sich um ein prägnantes und außerordentliches „Mittelpunktsereignis“ oder Grundmotiv strukturiert. Dies gilt ebenso für die „Skizzen“ The Legend of Sleepy Hollow („Die Sage von der schläfrigen Schlucht“) und das heute kaum noch gelesene Stück The Spectre Bridegroom („Der Geisterbräutigam“), die in späteren Heften des Sketch Book erschienen. Die Bezeichnung als short story erfolgte nachträglich; Irving selbst bezeichnete seine Kurzprosastücke als sketches & short tales.

### Quellen

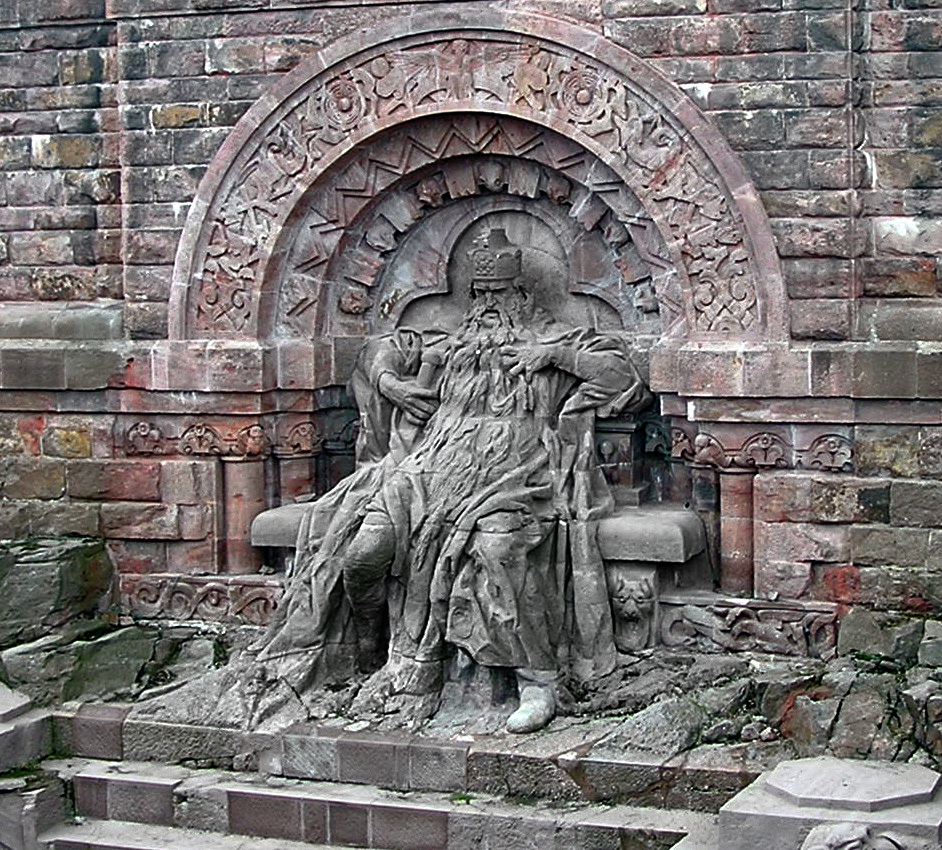
Darstellung des schlafenden Friedrich Barbarossa am Kyffhäuserdenkmal

## Themen und Motive

### Romantisches

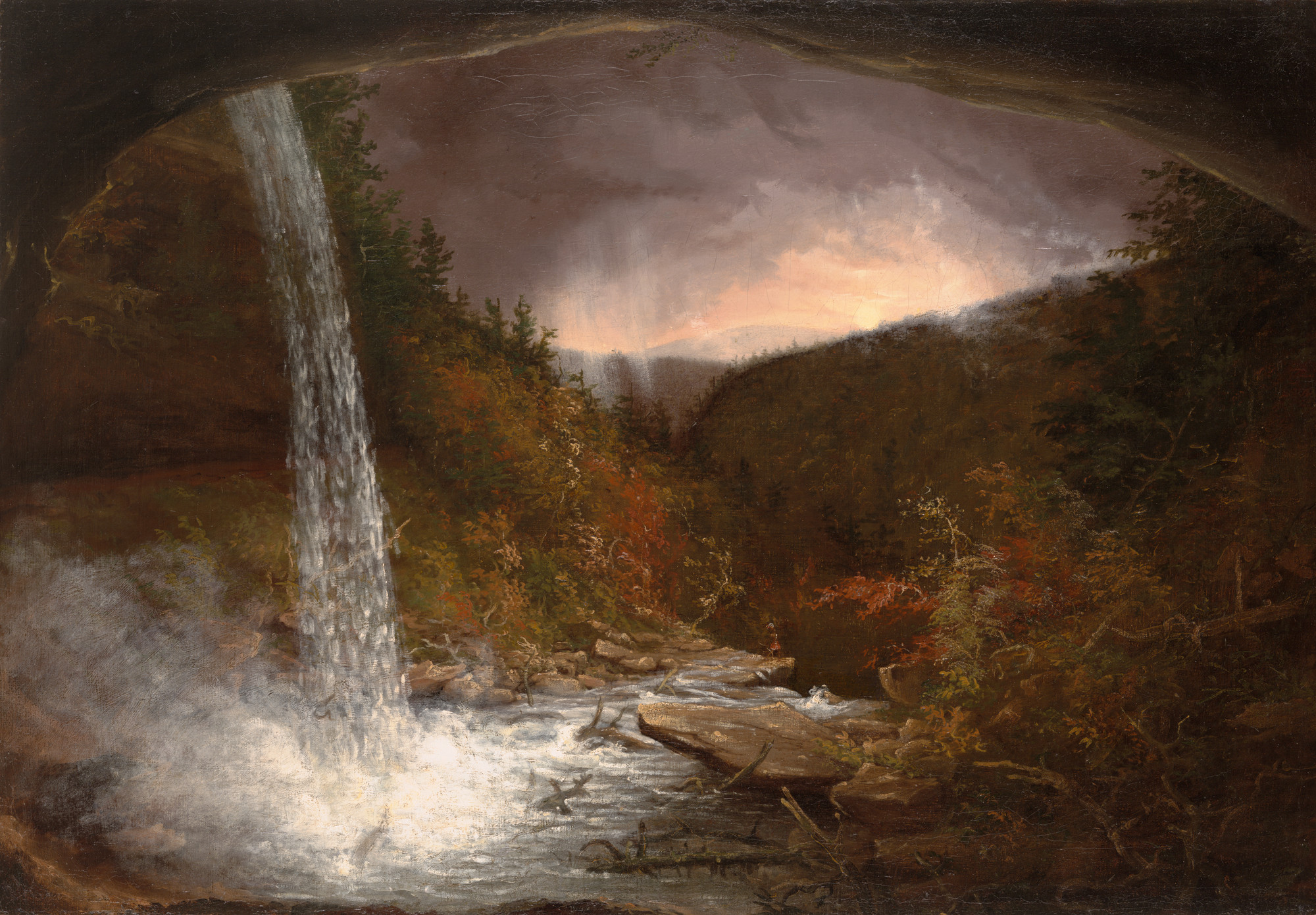
Thomas Cole: Die Katerskill-Fälle (1826)

Das Motiv des Zauberschlafs ist, wie oben ausgeführt, über Nachtigals Vermittlung einem deutschen Märchen entlehnt und spiegelt Irvings Beschäftigung mit der Literatur der deutschen Romantik wider, die in diesen Jahren in England wie in den USA intensiv rezipiert wurde. Waren Irvings frühe Werke wie die Satiren in Salmagundi und die History of New York an englischen Neoklassizisten wie Joseph Addison oder Oliver Goldsmith geschult, so markiert das Sketch Book seine Hinwendung zu einer romantischen Denkungsart. Nach seiner Ankunft in Europa 1815 machte besonders die Freundschaft zu Sir Walter Scott einen großen Eindruck auf ihn, und um 1818 begann er – wie Scott einige Jahre vor ihm – Deutsch zu lernen und beschäftigte sich mit Sagen und Märchen. Das „volkstümliche“ Sujet des Rip van Winkle zeigt den Effekt dieser Lektüre: Anders als seine vorigen Werke ist die Geschichte nicht in der Stadt angesiedelt, sondern in einem mit zahlreichen pittoresken Details ausgeschmückten ländlichen Idyll:
| | |
| „At the foot of these fairy mountains, the voyager may have descried the light smoke curling up from a Village, whose shingle roofs gleam among the trees, just where the blue tints of the upland melt away into the fresh green of the nearer landscape. It is a little village of great antiquity […]“ | „Vielleicht hat der Reisende an dem Fuße dieser Feenberge den sanft sich kräuselnden Rauch auf den Schornsteinen eines Dorfes bemerkt, dessen Schindeldächer gerade da, wo die blauen Tinten der Anhöhen in das frische Grün der näheren Landschaft verfließen, aus den Bäumen hervorglänzen. Es ist ein kleines Dorf von hohem Alter […]“ |

Die Kaatskill-Berge werden nicht nur ob der Schönheit der Natur zum Sehnsuchtsort romantischer Wanderlust verklärt, sondern auch mit in die Vergangenheit weisenden Sagen versehen. Wie zahlreiche amerikanische Schriftsteller vor und nach ihm beklagte Irving, dass die Neue Welt keine altehrwürdige Geschichte biete, die sich literarisch bearbeiten ließe. Um auf die romantisch-nostalgische Schwärmerei für vergangene Welten auch in seiner Heimat nicht verzichten zu müssen, dichtete Irving nun – an seine History of New York anknüpfend – den Siedlern der niederländischen Kolonialzeit eine entsprechende Folklore an; in geringerem Maße flicht er auch angebliche indianische Mythen über die Kaatskills in die Geschichte ein. 1843 schrieb er: „Als ich das erste Mal über die Legende des Rip Van Winkle schrieb, hatte ich schon einige Zeit daran gedacht, einigen interessanten Orten in der Landschaft unserer Nation ein wenig Farbe und Tradition zu verleihen.“ Das Resultat dieser romantischen Weltflucht ist ein Ort, in dem „das Seltsame und Unerwartete, das Geheimnisvolle und das Übernatürliche nicht nur denkbar sind, sondern sich tatsächlich vor den Augen des Lesers ereignen“. Dieser Ort hat indes mit der schnöden gesellschaftlichen Realität im Zeitalter der Industrialisierung nicht allzu viel gemein, was schon 1825 William Hazlitt zu der Aussage verleitete, Irvings Schriften seien „literarische Anachronismen“.

### Politisches
Die „Amerikanisierung“ des Sagenstoffs leistet Irving zum einen durch die Lokalisierung in New York, zum anderen aber auch durch die Einbettung in einen spezifischen historischen Kontext. Rip verschläft die amerikanische Revolution und wird unversehens aus der Zeit der Monarchie in die Wirren der jungen Republik geworfen. Symbolisch wird dieser Bruch bei Rips Erwachen angedeutet: Statt der Raben, die zuvor über den Bergen flogen – eine deutliche Anleihe an die Kyffhäusersage –, kreist nun ein Adler, das Wappentier der Vereinigten Staaten, über den Kaatskills. Irvings Beschreibung von Rips Rückkehr lässt eine sehr zwiespältige Haltung zum Erbe der Revolution erkennen: 
| | |
| „There was, as usual, a crowd of folk about the door, but none that Rip recollected. The very character of the people seemed changed. There was a busy, bustling, disputatious tone about it, instead of the accustomed phlegm and drowsy tranquillity.“ | „Es waren, wie gewöhnlich, eine Menge Menschen vor der Thür versammelt, unter denen jedoch Rip Niemanden erkannte. Selbst der Charakter des Volkes schien verändert. Es war da umher ein geschäftiges, unruhiges, streitsüchtiges Wesen, statt des gewohnten Phlegmas und der schläfrigen Friedseligkeit.“ |

Die heimeligen Zusammenkünfte unter dem schattenspendenden Baum der Dorfschänke sind aufgeregten politischen Debatten gewichen, ein „magerer, gallsüchtig aussehender Bursche“ hält eine politische Rede, und von der aufgebrachten Menge wird Rip gefragt, „ob er ein Föderalist oder ein Demokrat sei“, und später verdächtigt, ein Tory, also ein königstreuer Loyalist und somit ein Vaterlandsverräter und Spion zu sein.
Irving zeigt so die tiefen Gräben auf, die das Parteiensystem der Demokratie zwischen den Bewohnern der einst so harmonischen Dorfgemeinschaft gerissen hat. Irving bezog zwar kaum je politisch Stellung, doch wird in seiner Beschreibung des Wahltags in Rip Van Winkle das Misstrauen deutlich, mit dem er egalitär-demokratischen Bestrebungen gegenüberstand, die nach 1800 mit der Präsidentschaft Thomas Jeffersons die Oberhand gegenüber der Föderalistischen Partei gewannen. Oft wurde die Geschichte auch als Parabel gelesen, in der Irvings zartgeistige Entfremdung von der zunehmend von Rationalismus und Gewinnstreben bestimmten amerikanischen Gesellschaft zum Ausdruck kommt.
In der Erzählung schlägt sich neben dem politischen auch der regionale Konflikt zwischen New Yorkern und Neuengländern nieder, die sich mit der Verfassung der Vereinigten Staaten von 1787 nun in einem Staatswesen miteinander arrangieren mussten. Das „Union Hotel“, das sich nunmehr an der Stelle der ehemaligen Dorfschänke befindet, wird etwa von einem Jonathan Doolittle geführt – ein stereotypischer Name für einen Yankee, also einen Neuengländer mit allen ihm zugeschriebenen Eigenschaften, in den Augen Irvings wie vieler anderer New Yorker Literaten vor und nach ihm also insbesondere Gewinnsucht und Hartherzigkeit. Es wird sinnfällig als „großes, schiefes, hölzernes Gebäude“ beschrieben, „mit großen weiten Fenstern, von denen einige zerbrochen und mit alten Hüten und Unterröcken verstopft waren“. Selbst die Schuld an Dame Van Winkles Tod wird einem Yankee angelastet: „Sie zersprengte sich ein Blutgefäß, bei einem Anfall von Zorn über einen Hausierer aus Neu-England.“

### Persönliches
Da Irvings Kurzgeschichten neben James Fenimore Coopers Romanen den Beginn einer eigenständigen amerikanischen Literatur markieren, haben sie auch in den klassischen Texten der Amerikanistik einige Beachtung gefunden, die gerade aus Spezifika der amerikanischen Literatur Schlüsse auf den „Nationalcharakter“ zu ziehen bemüht war. So sah Lewis Mumford die ungeheure Popularität der Geschichte darin begründet, dass Rip einen bodenständigen, wenn nicht desillusionierten Gegenentwurf zu den ebenso populären Geschichten von Frontier-Helden wie Paul Bunyan bot: Gerade weil Rip faul, nichtsnutzig und unfähig ist, sich fortzuentwickeln, spiegelte er die Erfahrung einer ganzen Generation wider, für die sich die Hoffnungen auf Abenteuer und Reichtum als illusionär erwiesen hatten. Analog führte Constance Rourke den späteren Erfolg von Rip Van Winkle als Bühnenstück in der Zeit nach dem amerikanischen Bürgerkrieg (dem Gilded Age) darauf zurück, dass es mit seiner Darstellung eines plötzlichen Wandels und einer verlorenen Welt die kollektive Schlüsselerfahrung dieser Zeit dramatisierte.
So stellt sich Rips Los auch nur vordergründig als glücklich dar – oftmals ist die Geschichte als die Schilderung eines beängstigenden Identitätsverlusts gelesen worden, die in der Szene von Rips Rückkehr ins Dorf ihren Höhepunkt erreicht, da er „sich nun so allein in der Welt fand“:
| | |
| „The poor fellow was now completely confounded. He doubted his own identity, and whether he was himself or another man. In the midst of his bewilderment, the man in the cocked hat demanded who he was, and what was his name? ‘God knows!’ exclaimed he at his wit’s end; ‘I’m not myself—I’m somebody else—that’s me yonder–no—that’s somebody else, got into my shoes—I was myself last night, but I fell asleep on the mountain, and they’ve changed my gun, and everything’s changed, and I’m changed, and I can’t tell what’s my name, or who I am!’“ | „Der arme Mann war jetzt ganz von Sinnen. Er zweifelte an seinem eigenen Dasein und ob er Er selbst, oder ein Anderer sei. Mitten in seiner Verwirrung fragte ihn der Mann mit dem gekrämpten Hute, wer er sei und wie er heiße? ‚Gott weiß es!‘ rief er, denn mit seinem Verstande war es aus; ‚Ich bin nicht Ich selbst, – ich bin Jemand anderes, – das dort bin Ich – nein – das ist Jemand anders, der sich in meine Schuhe gesteckt hat. – Ich war gestern Abend Ich selbst, aber ich schlief auf dem Berge ein, und sie haben mir meine Flinte vertauscht und Alles ist verändert, und Ich bin verändert, und weiß nicht mehr wie ich heiße, oder wer ich bin!‘“ |

Auch nachdem sich das Rätsel um seine Identität gelöst hat, verbringt er zwar einen beschaulichen Lebensabend, ist jedoch zugleich ein lebender Anachronismus. Das „beste Mannesalter“ hat er nicht erlebt, und so bleibt er auch als alter Mann im Grunde ein Kind, zahlt also (so der Literaturwissenschaftler Donald A. Ringe) einen „furchtbaren Preis“. In der Dorfgemeinschaft kommt ihm nur mehr die Außenseiterrolle eines harmlosen, nicht recht ernstzunehmenden, wenn auch liebenswerten alten Sonderlings zu. Dass Rips Geschichte vor allem furchtbar ist, legt auch eine Lesart nahe, die in seinem Namen eine Anspielung auf die Grabinschrift Rest in Peace („Ruhe in Frieden“) sieht. Tatsächlich durchzieht eine gewisse morbide Todesfaszination von Beginn an das gesamte „Skizzenbuch“.

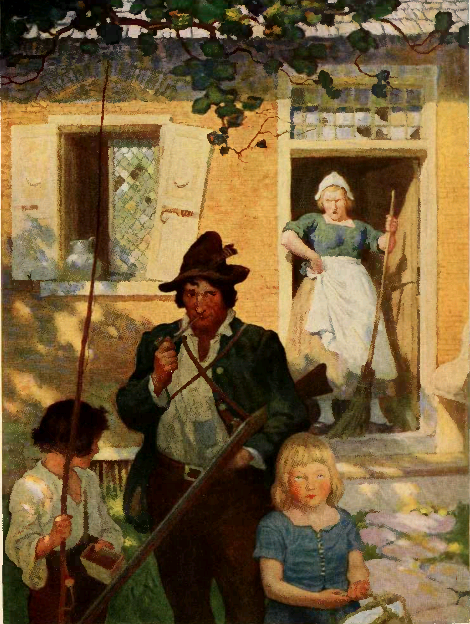
„Welcher Muth kann dem immerwährenden und Alles überwältigenden Schrecken, den eine Weiberzunge einflößt, sich entgegenstellen?“
Illustration von N. C. Wyeth, 1921

In jüngerer Zeit haben sich zahlreiche Kritiker zu der ausgeprägten Misogynie geäußert, die in der Geschichte deutlich wird. So sah Leslie Fiedler in Rip Van Winkle das Grundmotiv angelegt, das seinem einflussreichen Werk Love and Death in the American Novel (1957) zufolge die gesamte amerikanische Literaturgeschichte prägt: die Flucht des männlichen Protagonisten vor Verantwortung, dem Erwachsenwerden, der Ehe, mithin der gesamten Zivilisation. Dabei sei die eskapistische Fantasie von der Flucht in die Wildnis, wie sie sich in Coopers Lederstrumpf-Romanen darstellt, zwar noch nicht voll entfaltet, da Irving Rip schließlich in sein Dorf zurückkehren lässt, doch ist die frauenfeindliche Komponente dieses mutmaßlichen amerikanischen Mythos bereits vorhanden: Indem Irving Rip als Flüchtling vor der Tyrannei des Weibsvolks zeichnet, entwirft er eine „komische Umkehrung der [europäischen] Legende von der bedrängten Jungfer – eine entsprechende männliche Verfolgungsfantasie“. Fiedlers Interpretation ist seither besonders in der feministischen Literaturtheorie aufgegriffen worden. So eröffnete etwa Judith Fetterley ihr Buch The Resisting Reader (1978), ein frühes Werk der feministischen Kanonkritik, mit einer Besprechung von Rip Van Winkle. Fetterley sieht Dame van Winkle als Sündenbock, Feind, als „das Andere“ gezeichnet, auch als Verkörperung der Restriktionen, die die „Zivilisierung“ mit sich bringt; sie sieht in ihr sogar die sadistische Big Nurse aus Ken Keseys Einer flog über das Kuckucksnest vorgebildet. Fetterley folgert, dass schon aus dieser ersten amerikanischen Kurzgeschichte der weibliche Leser ausgeschlossen werde, Dame Van Winkle bleibt namenlos, kaum mehr als eine Karikatur, die gewiss nicht zur Identifikation einlädt. Gerade ihre eigentlich lobenswerten Eigenschaften – dass sie, von ihrem nichtsnutzigen Gatten im Stich gelassen, allein den Hof in Ordnung hält und die Kinder aufzieht – werden ihr als weibische Herrschsucht angelastet; alle Sympathien werden ohne Rechtfertigung auf den inkompetenten und faulen männlichen Protagonisten gelenkt.

## Rezeption und Adaptionen
Das Sketch Book fand in England wie Amerika großen Absatz, doch wurde – neben den Weihnachtskizzen – gerade Rip van Winkle oftmals auch als Einzeldruck aufgelegt, vielfach in Anthologien aufgenommen, auch als Kinderbuch vertrieben und schon bald als Schullektüre kanonisiert. Wie nur wenige andere literarische Figuren ist Rip Van Winkle schließlich in die amerikanische Folklore eingegangen und vielfach in Hoch- wie Populärkultur referenziert und auch parodiert worden. Neben The Legend of Sleepy Hollow ist es jedoch auch das einzige Werk aus Irvings umfangreichen Gesamtwerk, das noch heute einem breiten Publikum bekannt ist. Kurz nach Irvings Tod schrieb etwa William Cullen Bryant 1860, dass die beiden Geschichten in den Vereinigten Staaten wohl fast jedem bekannt seien, der überhaupt lesen kann.
Den hohen Bekanntheitsgrad der Geschichte wussten schon früh die Einwohner der Kaatskills touristisch zu vermarkten: Bereits 1828 warb dort ein Wirtshaus mit der Behauptung, „Rip van Winkle’s Shanty“ zu sein, also an eben der Stelle zu stehen, an der Rip eingeschlafen war; um 1860 konnte man dort bei einem als Rip verkleideten Schausteller erfrischende Getränke erwerben, und um 1870 wurde an der Stelle ein Hotel errichtet, das Rip Van Winkle House. Die 1924 eingeweihte New York State Route 23 durch die Catskills trägt den Beinamen Rip Van Winkle Trail; den Hudson River quert sie über eine 1935 erbaute Auslegerbrücke, die Rip Van Winkle Bridge.

### Theater, Oper, Kino und Fernsehen

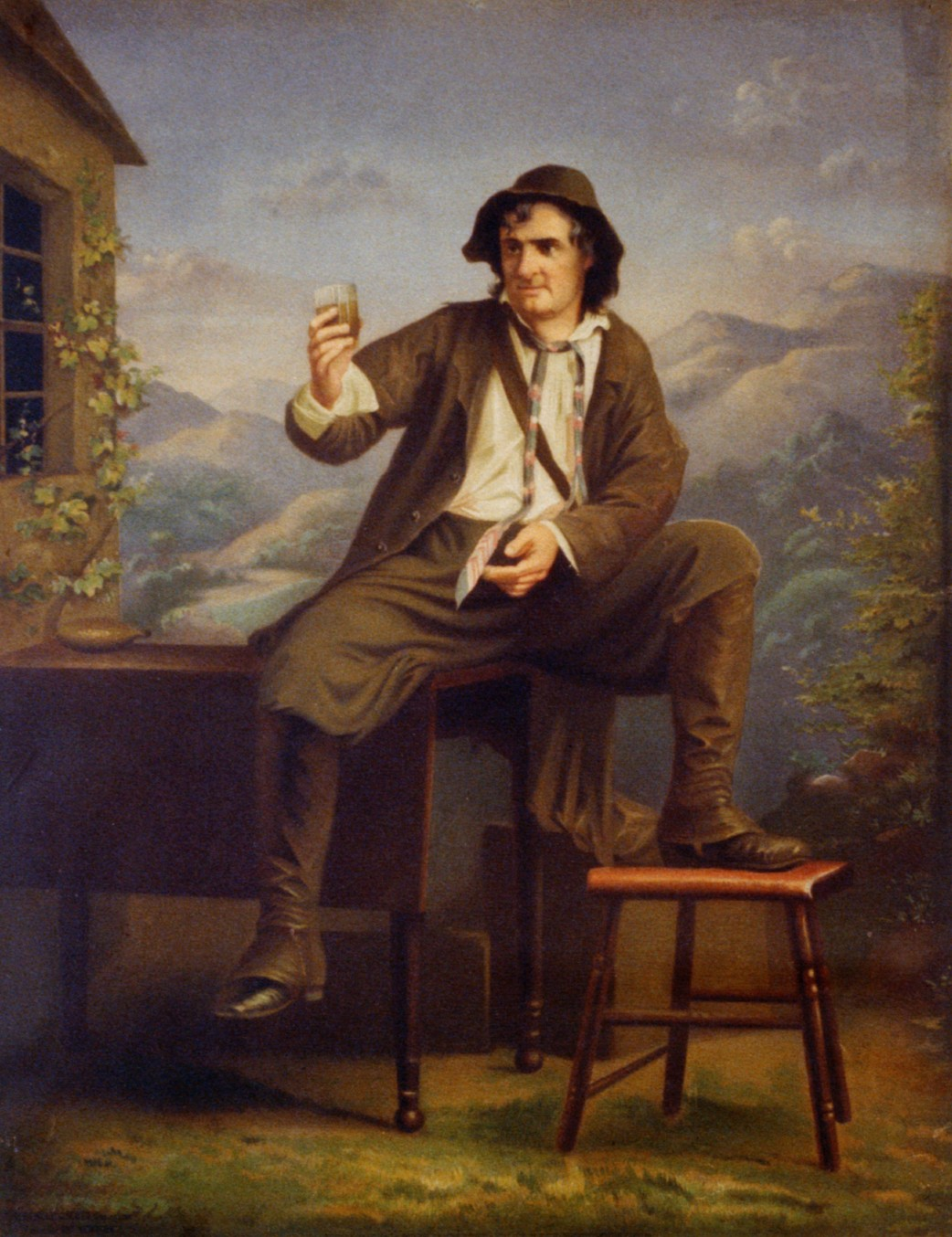
Joseph Jefferson als Rip Van Winkle

Eine besondere Rolle bei der Popularisierung des Stoffes in den USA spielte das Theater. Bis 1865 war Rip Van Winkle bereits mindestens in vier Adaptionen auf die Bühne gebracht worden. 1865 wurde dann eine von Dion Boucicault bearbeitete Version in London uraufgeführt, die mit dem Schauspieler Joseph Jefferson in der Hauptrolle eines der erfolgreichsten Theaterstücke des 19. Jahrhunderts werden sollte. Boucicault fügte der Geschichte einen weiteren Plot hinzu, in dem Rip sich eines Gegenspielers – seines arglistigen Schwiegersohns – erwehren muss. Das Stück erlebte allein in London 170 Abende, bis Jefferson es 1866 nach New York brachte. In den nächsten 15 Jahren unternahm Jefferson mit seiner Kompanie jährlich ausgedehnte Tourneen durch die Städte auch des amerikanischen Hinterlandes, wurde so einem Massenpublikum bekannt und schließlich der wohl berühmteste amerikanische Schauspieler seiner Zeit. Zwar versuchte Jefferson sich ab 1880 auch wieder in anderen Rollen, doch identifizierte ihn das Publikum so sehr mit seiner Rolle, dass er bis zu seinem Lebensende noch hunderte Male den Rip Van Winkle gab. Dass die Popularität des Stücks auch, wenn nicht vor allem Jeffersons Darbietung geschuldet war, zeigt auch, dass es nach seinem Tod 1905 rasch von den Spielplänen verschwand.
Jeffersons Darbietung hielt William K. L. Dickson ab 1896 in mehreren kurzen Stummfilmen seiner American Mutoscope and Biograph Company fest; 1903 wurden die insgesamt acht Szenen zu einem Ganzen zusammengefügt. Dicksons Rip Van Winkle wurde 1995 von der Library of Congress als besonders erhaltenswert eingestuft und in das National Film Registry aufgenommen. In der Stummfilmära entstand eine Reihe weiterer Verfilmungen. Als Walt Disney um 1935 den Entschluss fasste, einen abendfüllenden Zeichentrickfilm zu produzieren, hatte er zunächst eine Verfilmung von Rip Van Winkle im Sinn. Da es ihm jedoch nicht gelang, die Filmrechte für den Stoff von Paramount zu erwerben, suchte er sich ein anderes Sujet, so dass statt Rip Van Winkle Schneewittchen und die sieben Zwerge als erste Animation im Spielfilmformat in die Filmgeschichte einging. Seither ist die Figur des Rip Van Winkle jedoch in verschiedenen Zeichentrickserien aufgetaucht, so traf er 1941 auf Popeye, und 1965 schlüpften sowohl Mr. Magoo als auch Fred Feuerstein in seine Rolle. Der deutsche Kinofilm Good Bye, Lenin von 2003 greift das Motiv vom Aufwachen in einer veränderten Gesellschaftsform auf.
1884 adaptierte Robert Planquette den Stoff zur Operette Rip, als Oper brachten die Geschichte der italienisch-britische Komponist Franco Leoni (1897) sowie die Amerikaner George Frederick Bristow (1855) und Reginald De Koven (1920) auf die Bühne.

## Ausgaben
- Rip Van Winkle. Deutsch von Ilse Leisi-Gugler. In: Fritz Güttinger (Hrsg.): Amerikanische Erzähler: Novellen von Washington Irving, William Austin, Edgar Allan Poe, Nathaniel Hawthorne, Herman Melville, Edward Everett Hale, Ambrose Bierce und Henry James. Artemis-Verlag, Zürich 1946.

### E-Texte
- Rip Van Winkle – Digitalisat einer Ausgabe von David McKay Co, Philadelphia 1921. Mit farbigen Illustrationen von N. C. Wyeth. (Internet Archive)
- Washington Irving: Rip van Winkle im Projekt Gutenberg-DE

## Sekundärliteratur
- Jean Beranger: Analyses structurales de 'Rip Van Winkle.'  In: Revue Française d’Etudes Américaines 5, 1978. S. 33–45.
- Steven Blakemore: Family Resemblances: The Texts and Contexts of ‚Rip Van Winkle.‘ In: Early American Literature 35, 2000. S. 187–212.
- William P. Dawson: “Rip Van Winkle” as Bawdy Satire: The Rascal and the Revolution. In: ESQ: A Journal of the American Renaissance 27:4, 1981, S. 198–206.
- Howard Horwitz: Rip Van Winkle and Legendary National Memory. In: Western Humanities Review 58:2, 2004.
- Klaus Lubbers: Washington Irving · Rip Van Winkle. In: Karl Heinz Göller et. al. (Hrsg.): Die amerikanische Kurzgeschichte. August Bagel Verlag, Düsseldorf 1972, ISBN 3-513-02212-3, S. 25–35.
- Terence Martin: Rip, Ichabod, and the American Imagination. In: American Literature 31:2, Mai 1969, S. 137–149.
- Colin D. Pearce: Changing Regimes: The Case of Rip Van Winkle. In: Clio 22, 1992. S. 115–28.
- Henry A. Pochmann: Irving’s German Sources in The Sketch Book. In: Studies in Philology 27, 1930, S. 477–507.
- Donald A. Ringe: New York and New England: Irving’s Criticism of American Society. In: American Literature 38:4, 1967, S. 455–67.
- Jeffrey Rubin-Dorsky: Washington Irving: Sketches of Anxiety. In: American Literature 58:4, 1986, S. 499–522.
- Jeffrey Rubin-Dorsky: The Value of Storytelling: “Rip Van Winkle” and “The Legend of Sleepy Hollow” in the Context of “The Sketch Book”. In: Modern Philology 82:4, 1985, S. 393–406.
- Walter Shear: Time in 'Rip Van Winkle' and 'The Legend of Sleepy Hollow.'. In: Midwest Quarterly 17, 1976. S. 158–72.
- Michael Warner: Irving's Posterity. In: English Literary History 67, 2000. S. 773–799.
- Sarah Wyman: Washington Irving's Rip Van Winkle: A Dangerous Critique of a New Nation. In: ANQ 23:4, 2010, S. 216–22.
- Philip Young: Fallen from Time: The Mythic Rip Van Winkle. In: Kenyon Review 22, 1960, S. 547–573.